# Movilla
Movilla es una localidad situada en la provincia de Burgos, comunidad autónoma de Castilla y León (España), comarca de La Bureba, partido judicial de Briviesca, ayuntamiento de Llano de Bureba.

## Geografía
En el centro de La Bureba, a 15 km de Briviesca, cabeza de partido, y a 45 de Burgos. Comunicaciones: hasta su cierre ferrocarril Santander-Mediterráneo en Lences, a 8 km.; Línea de autobús Burgos-Padrones, con parada a 7 km. Carretera local BU-V-5103 .
Se encuentra entre Briviesca y Poza de la Sal

## Demografía
En el censo de 1950 contaba con 35 habitantes, reducidos a 0 en 2007, los mismos que en 2007.

El pueblo lleva ya muchos años abandonado, como se aprecia, ya contaba con la cifra de 35 habitantes en el año 1950, poco a poco, hasta 2007 fue bajando paulatinamente de población hasta convertirse en un despoblado burgalés. Pertenece al municipio de  Llano de Bureba 

## Historia
Villa , de la Cuadrilla de Rojas, en la Merindad de Bureba, jurisdicción de realengo, con alcalde ordinario.
A la caída del Antiguo Régimen se constituye en ayuntamiento constitucional, en el  partido  Briviesca, región de Castilla la Vieja, que en el censo de la matrícula catastral contaba con 8 hogares y 31 vecinos. 
El nuevo municipio desaparece al integrarse en Llano de Bureba.

## Parroquia
Iglesia católica  dependiente de la parroquia de Rojas de Bureba en el Arcipestrazgo de Oca-Tirón , diócesis de Burgos.